# غوردون ريد (رجل أعمال)
غوردون ريد (1933-2023) هو شخصية أعمال كندي، ولد في سنة 1933.